# Ptenochirus minor
Ptenochirus minor é uma espécie de morcego da família Pteropodidae. Endêmica das Filipinas.